# Myanmaria calycina
 Myanmaria calycina  (Wall. ex A.DC.) H.Rob., 1999 è una specie di pianta angiosperma dicotiledone della famiglia delle Asteracee. Myanmaria calycina è anche l'unica specie del genere Myanmaria  H.Rob., 1999.

## Etimologia
Il nome scientifico della specie è stato definito per la prima volta dai botanici Nathaniel Wallich (1786-1854), Augustin Pyramus de Candolle (1778-1841) e Harold Ernest Robinson (1932-2020) nella pubblicazione Proceedings of the Biological Society of Washington (Proc. Biol. Soc. Washington 112(1): 245) del 1999. Il nome scientifico del genere è stato definito nella stessa pubblicazione da Harold Ernest Robinson.

## Descrizione
Le piante di questa voce hanno un habitus subarbustivo (fruttescente). Massima altezza: 1 metro. Sulla superficie di queste piante sono presenti peli di vari tipo: semplici, uniseriati e multisettati.
Le foglie sono disposte in modo alterno e sono brevemente picciolate. La lamina in genere è intera con forme oblunghe e apici ottusi. Le venature normalmente sono pennate. I margini sono continui o dentati. La superficie può essere pubescente o glabra (quella inferiore a volte è tomentosa).
L'infiorescenza, terminale, è formata da capolini discoidi, omogami e peduncolati spesso in formazioni corimbose. La struttura dei capolini è quella tipica delle Asteraceae: un peduncolo sorregge un involucro con forme varie composto da 20 brattee disposte su 2 - 3 serie embricate e scalate che fanno da protezione al ricettacolo sul quale s'inseriscono i fiori di tipo tubuloso. Le brattee dell'involucro, persistenti o decidue (quelle più interne), hanno delle forme ampiamente ovate (quelle esterne), e lineari (quelle più interne). Il ricettacolo normalmente è privo di pagliette (ricettacolo nudo).
I fiori, da 35 a 50 per capolino, sono tetra-ciclici (ossia sono presenti 4 verticilli: calice – corolla – androceo – gineceo) e pentameri (ogni verticillo ha in genere 5 elementi). I fiori sono inoltre ermafroditi e actinomorfi (raramente possono essere zigomorfi).
- Formula fiorale:

*/x K {\displaystyle \infty }, [C (5), A (5)], G 2 (infero), achenio
- Calice: i sepali del calice sono ridotti ad una coroncina di squame.
- Corolla: la corolla, formata da un tubo allungato e imbutiforme terminanti in 5 lobi riflessi, può essere pubescente. Il colore varia da lavanda a biancastro.
- Androceo: gli stami sono 5 con filamenti liberi e distinti, mentre le antere sono saldate in un manicotto (o tubo) circondante lo stilo.[12] Le antere, prive di ghiandole, sono ampiamente codate. Le appendici basali hanno una consistenza soda e sono glabre. Il polline può essere di tipo tricolporato, ossia con tre aperture sia a fessura che a poro; può essere inoltre "echinatolophato" (con punte e lacune)[13].
- Gineceo: lo stilo è filiforme e senza nodi alla base. Gli stigmi dello stilo sono due lunghi e divergenti; sono sottili, pelosi (peli a spazzola) e con apice ottusi. L'ovario è infero uniloculare formato da 2 carpelli. Gli stigmi hanno la superficie stigmatica interna (vicino alla base).[14]

I frutti sono degli acheni con pappo. Gli acheni hanno 10 coste con superficie sericea. All'interno si può trovare del tessuto di tipo idioblasto e rafidi di tipo subquadrato da corti a moderatamente allungati; non è presente il tessuto tipo fitomelanina. Il pappo, persistente, è formato da setole barbate su 2 - 3 serie.

## Biologia
- Impollinazione: l'impollinazione avviene tramite insetti (impollinazione entomogama tramite farfalle diurne e notturne).
- Riproduzione: la fecondazione avviene fondamentalmente tramite l'impollinazione dei fiori (vedi sopra).
- Dispersione: i semi (gli acheni) cadendo a terra sono successivamente dispersi soprattutto da insetti tipo formiche (disseminazione mirmecoria). In questo tipo di piante avviene anche un altro tipo di dispersione: zoocoria. Infatti gli uncini delle brattee dell'involucro si agganciano ai peli degli animali di passaggio disperdendo così anche su lunghe distanze i semi della pianta.

## Distribuzione e habitat
La distribuzione delle piante di questa voce è relativa al Vecchio mondo (un endemismo di Myanmar).

## Tassonomia
La famiglia di appartenenza di questa voce (Asteraceae o Compositae, nomen conservandum) probabilmente originaria del Sud America, è la più numerosa del mondo vegetale, comprende oltre 23 000 specie distribuite su 1 535 generi, oppure 22 750 specie e 1 530 generi secondo altre fonti (una delle checklist più aggiornata elenca fino a 1 679 generi). La famiglia attualmente (2021) è divisa in 16 sottofamiglie.

### Filogenesi
Le specie di questo gruppo appartengono alla sottotribù Gymnantheminae descritta all'interno della tribù Vernonieae Cass. della sottofamiglia Vernonioideae Lindl.. Questa classificazione è stata ottenuta ultimamente con le analisi del DNA delle varie specie del gruppo. Da un punto di vista filogenetico in base alle ultime analisi sul DNA la tribù Vernonieae è risultata divisa in due grandi cladi: Muovo Mondo e Vecchio Mondo. I generi della sottotribù Gymnantheminae appartengono al subclade relativo all'Africa tropicale comprese le Hawaii (l'altro subclade africano comprende soprattutto specie meridionali).
La sottotribù, e quindi i suoi generi, si distingue per i seguenti caratteri:
- l'habitus è soprattutto arbustivo o arboreo;
- le brattee interne dell'involucro talvolta sono decidue;
- il polline non è di tipo triporato;
- le antere sono prive di ghiandole;
- le piante sono in prevalenza paleotropicali (avventizie in America).

In precedenza la tribù Vernonieae, e quindi la sottotribù (Gymnantheminae) di questo genere, era descritta all'interno della sottofamiglia Cichorioideae. Tradizionalmente la specie di questa voce in passato era descritta all'interno del genere Vernonia.
I caratteri distintivi per le specie di questo genere (Myanmaria) sono:
- le brattee dell'involucro sono larghe, arrotondate e verdi (simili a foglie);
- il polline è "lophato" con tre lacune polari.

### Sinonimi
Sono elencati alcuni sinonimi per questa entità:
- Vernonia calycina Wall. ex DC.